# Aaron Victor Cicourel
Aaron Victor Cicourel (* 29. August 1928 in Atlanta, Georgia; † 22. Juli 2023 in Berkeley, Kalifornien) war ein US-amerikanischer Soziologe.

## Leben und Wirken
Im Jahr 1966 wurde er Professor für Soziologie an der University of California in Santa Barbara und 1970 am Standort dieser Universität in San Diego. Ab 1989 lehrte er als Professor für Cognitive Science, Pediatrics und Sociology an der School of Medicine dieser Universität. Zuletzt war er emeritiert.
Er nahm zahlreiche Gastprofessuren in Lateinamerika und Westeuropa an. Er war Fellow der American Academy of Arts and Sciences und der American Association for the Advancement of Science sowie Mitherausgeber wissenschaftlicher Zeitschriften. Er lebte in Berkeley, Kalifornien.
Cicourel zählt zu Hauptvertretern der phänomenologisch beeinflussten Soziologie in den USA; der Schüler von Alfred Schütz steht den stark beachteten Analysen des alltäglichen Zusammenlebens durch Erving Goffman und Harold Garfinkel sehr nahe und hat bedeutenden Anteil an der Entwicklung der Ethnomethodologie. Er verknüpfte die traditionelle Mikro-Soziologie mit modernen Ansätzen der Psychologie und Anthropologie. Kultur und Sprache fasste er nicht als etwas Gegebenes, sondern als erklärungsbedürftig auf.
Sein Forschungsinteresse galt vorrangig dem alltäglichen Denken, Sprechen sowie dem sozialen Handeln, (Interaktionen) und besonders den verborgenen nicht-bewussten Aspekten dieser Prozesse.

## Werke (Auswahl)
- Methode und Messung in der Soziologie (Aus dem Amerikanischen von Frigga Haug), 1. Aufl., Frankfurt am Main: Suhrkamp, 1974, 316 S., ISBN 3-518-07699-X
- Sprache in der sozialen Interaktion, Deutsche Erstausgabe, München: List, 1975, 267 S., ISBN 3-471-61432-X